# C2-es busz (Debrecen)
A debreceni C2-es jelzésű autóbusz egy időszakos éjszakai járat, mely csak a Campus fesztivál ideje alatt, valamint augusztus 20-án éjszaka közlekedik. A járat célja az utasok hazajutásának biztosítása a Nagyerdőről Debrecen nyugati és délnyugati városrészei felé.

## Története
A Campus fesztivált 2008 óta rendezik meg a Nagyerdőn. A fesztivál látogatottsága az évek folyamán folyamatosan nőtt, viszont az éjszakai programokról, koncertekről nem lehetett tömegközlekedéssel hazajutni. Ennek érdekében a DKV 2014-ben éjszakai villamosjáratokat indított az 1-es villamos vonalán. A villamossal sokan utaztak, viszont a város nagy része nem volt lefedve. Ennek orvoslására 2015-ben a villamos mellett éjszakai járatokat is indított a DKV C1-es és C2-es jelzéssel. A járatok az ideiglenesen kialakított Klinikák megállóhelyről indultak. A C1-es a keleti városrészeket, a C2-es pedig a nyugati lakótelepeket, valamint a Tégláskert és az Egyletkertet tárja fel. A járatok csak a Nagyállomás felé szállítanak utast, visszafele pedig a legrövidebb útvonalon haladnak vissza a Klinikákig. A félóránként közlekedő vonalakon először szóló buszokat indítottak, de nemsokára a szóló buszokat csuklósok váltották le. A vonalak népszerűek lettek. A Campus fesztivál véget ért, így a járatok közlekedése leállt.
Az augusztus 20-i ünnepség és tűzijáték helyszíne 2014-ben az Egyetem térre került. 2014-ben a hazajutást még a 12-es, 23Y, és egy a három józsai járat (34, 35, 36) összevonásából létrejött autóbuszjárattal, valamint az 1-es villamossal próbálták megkönnyíteni. Az 1-es villamos kivételével az összes járat a rendezvény helyszínétől távol állt meg, így nem váltak be. 2015-ben a DKV a már bevált C1-es és C2-es járatait közlekedtette, emellett indított egy új járatot C3-as jelzéssel, mely a Szabó Lőrinc utcát, a Vezér utcai lakótelepet, valamint Józsát szolgálta ki. A C1-es és C2-es járathoz hasonlóan a C3-as járat sem szállított utast visszafelé. A C1-es és C2-es járatok félóránként, a C3-as járatok pedig óránként közlekedtek. A három buszjárat mellett közlekedett az 1-es villamos is. Augusztus 20-án C2-es busz útvonala minden évben megváltozik, ugyanis a Békessy Béla utcát az Egyetem tér lezárása miatt nem a Dóczy József utcán keresztül, hanem a Pallagi és a Móricz Zsigmond úton haladva éri el.
2016-ban a Campus fesztivál ideje alatt, valamint augusztus 20-án ismét közlekedett mind a három járat. A C3-as ekkor már 30 percenként közlekedett a másik két járathoz hasonlóan, valamint ebben az évben még a Campus fesztivál idején is járt az Auguszta érintésével.
2016. október 22-én a Főnix csarnokban tartott Rockünnep koncerthez kapcsolódóan ismét elindultak a C1-es, C2-es és C3-as járatok, viszont az útvonal különbözött az augusztus 20-i és a Campus fesztivál ideje alattitól. A járatok a Zákány utca végén lévő Főnix csarnok megállóhelyről indultak. A 23:45-kor és 0:00-kor induló C1-es járatok a Főnix csarnok után rögtön a Sámsoni útra kanyarodtak, innen pedig az eredeti útvonalon haladt tovább. A 23:50-kor és 0:05-kor induló C2-es és a 23:55-kor induló C3-as járatok a Főnix csarnok - Hadházi út - Nagyerdei körút útvonalon érték el az eredeti útvonalat, és azon haladtak tovább. Ezen az öt induláson kívül nem volt más indulás.
2017-ben szintén közlekedett mindkét alkalommal a C1-es, C2-es és C3-as járat a korábbiakkal megegyező útvonalon.
2018-ban szintén elindultak a C1-es, C2-es és C3-as járatok. A C3-as járat a Campus ideje alatt ebben az évben először közlekedett a Dóczy József utcán keresztül. Ebben az évben teszt jelleggel 90, 90Y, 91, 91Y, 92, 92A, 93-as jelzéssel éjszakai járatok indultak a nyár folyamán, melyek a Campus fesztivál ideje alatt szüneteltek. Augusztus 20-án a C2-es és C3-as járatok az előző évi gyakorlatokkal megfelelően az Auguszta érintésével közlekedtek. A menetrend is változott ebben az évben. Míg a Campus fesztivál ideje alatt a menetrend változatlan maradt, és a járatok egész éjszaka félóránként közlekedtek, addig augusztus 20-án az addig 23:30 és 2:00 között félóránként közlekedő járatok leritkultak. Ezentúl a C1-es járatok 22:50-kor és 23:50-kor, a C2-es járatok 22:55-kor és 23:55-kor, a C3-as járatok pedig 23:00-kor és 0:00-kor indultak csak a továbbiakban.
2019-ben az előző évekhez hasonlóan ismét közlekedtek a járatok. Megváltozott a C1-es járat útvonala, ezután a Hétvezér utca helyett már a Létai út - Lahner utca - Diószegi út útvonalon érte el a Borzán Gáspár utcát. Az új útvonallal újabb lakóterületek kerültek lefedésre. Ebben az időszakban a C1-es, a C2-es és a C3-as járatokkal és az 1-es villamossal lehetett utazni. Augusztus 20-án a 2018-assal megegyezően közlekedtek a járatok, viszont a C1-es busz továbbra is a Létai úton és a Lahner utcán közlekedett.

## Útvonala
| Nagyállomás felé |
| --- |
| Klinikák vá. – Nagyerdei körút – Egyetem tér – Dóczy József utca – Békessy Béla utca – Mikszáth Kálmán utca – Thomas Mann utca – Nádor utca – Dózsa György utca – Csemete utca – Mester utca – Pesti utca – Kishegyesi út – Derék utca – Vincellér utca – István út – Vértesi út – Gázvezeték utca – Mikepércsi út – Nagyállomás vá. |